# Montalbà del Castell
Montalbà, dit tradicionalment Montalbà de la Frontera (en francès oficialment Montalba-le-Château, en occità Montalban) és un municipi de la comarca de la Fenolleda, al departament dels Pirineus Orientals. Es troba actualment a la zona de llengua catalana de transició cap a l'occità (com Bellestar de la Frontera), al límit amb el Rosselló i geogràficament en la conca de la Tet.
La dita diu: Fort com el sol de Montalbà que fa suar les pedres.

## El poble
Montalbà del Castell es troba a 430 m d'altitud, al sector central del terme, aturonat i dominat per l'antic castell de Montalbà. Aquest ha conservat una bona part del seu recinte medieval (bastit als segles XII-XIII, sobretot a la banda N; la torre mestra, de planta quadrada, de la mateixa època, i el cos central, reconstruït als segles xvi i xvii, van estar restaurats als anys 1980 en bones condicions pels actuals propietaris, la família Colson. Al peu del castell hi ha l'església parroquial de construcció relativament recent, mentre l'antiga església parroquial de Santa Maria, bastida extramurs (eccl. S. Marie de Monte Albano, 1347), a la banda NE del poble, és in interessat edifici de transició del romànic al gòtic (segles XIII-XIV, que conserva interessants retaules). Hi ha a Montalbà un petit museu de la vinya i del vi.
Prop d'aquesta antiga església hi ha vestigis de d'habitatges prehistòrics i històrics. En canvi, l'anomenat dolmen del Pontet, del terme de Montalbà, és un pseudo-dolmen resultat de la desagregació natural del massís granític (caos granític).
Igual com a Illa del Riberal i com a Trevillac, hom descobrí urani, però el projecte d'extracció l'oposició de tots els habitants de la zona.

## El terme
El terme municipal de Montalbà del castell, de 15,90 km² d'extensió, es troba a l'extrem sud-oriental de la Fenolleda, a la zona de llengua catalana (de transició vers l'occità) de la comarca, al límit amb el Rosselló i amb les aigües vessants a la conca de la Tet. Comprèn el poble de Montalbà del Castell, amb tota la població agrupada del municipi, i limita amb els termes fenolledesos de Trevillac (W), Caramany (N), Bellestar de la Frontera (NE) i amb el rossellonès d'Illa (SE) i en conflentà de Rodés (SW). Travessa el municipi la carretera D-2, que d'Illa va al sector de migdia de la Fenolleda, i la D-17, d'Estagell a Tarerac.

## El territori
Marca ellimit amb Caramany la serra que separa les conques del Glí i de la Tet, extrem del sinclinal de Boissavila, que assoleix 661 m al NW i 633 m al Neret, d'on baixen les riberes de Bellaguarda i de la Craberissa; aquests esquists formen vessants rosts vorejats a la base per una zona calcària. La part central meridional és constituïda per un altiplà granític (amb petits turons granítics de formes pintoresques), tallat per les dues esmentades riberes que baixen del nord i cobert per brolla i matoll molt exposats als incendis. a migdia s'alça el Puig Pedrós (438 m). Hi ha claps d'alzines als vessants muntanyosos del N.

## L'agricultura
La superfície agrícola es limita a 313 ha (que no arriben a la cinquantena d'explotacions)), dedicades bàsicament a la vinya (302 ha, de les quals 270 de denominació d'origen controlada i 32 d'altres vins); també hi ha petites extensions d'arbres fruiters (2 ha d'albercoquers) o hortalisses. Hi ha un petit cens ramader (un cinquantena de caps de cabrum): Montalbà era un poble de ramaders, conegut per les seves cabres i pels formatges de llet fresca. També hi ha un Celler Cooperatiu Vinícola de 20.000 hi de capacitat; durant molt de temps, el vi de Montalbà (com el del veí poble de Trevillac) servia per a elaborar mistela per una firma de molta anomenada.

## Història

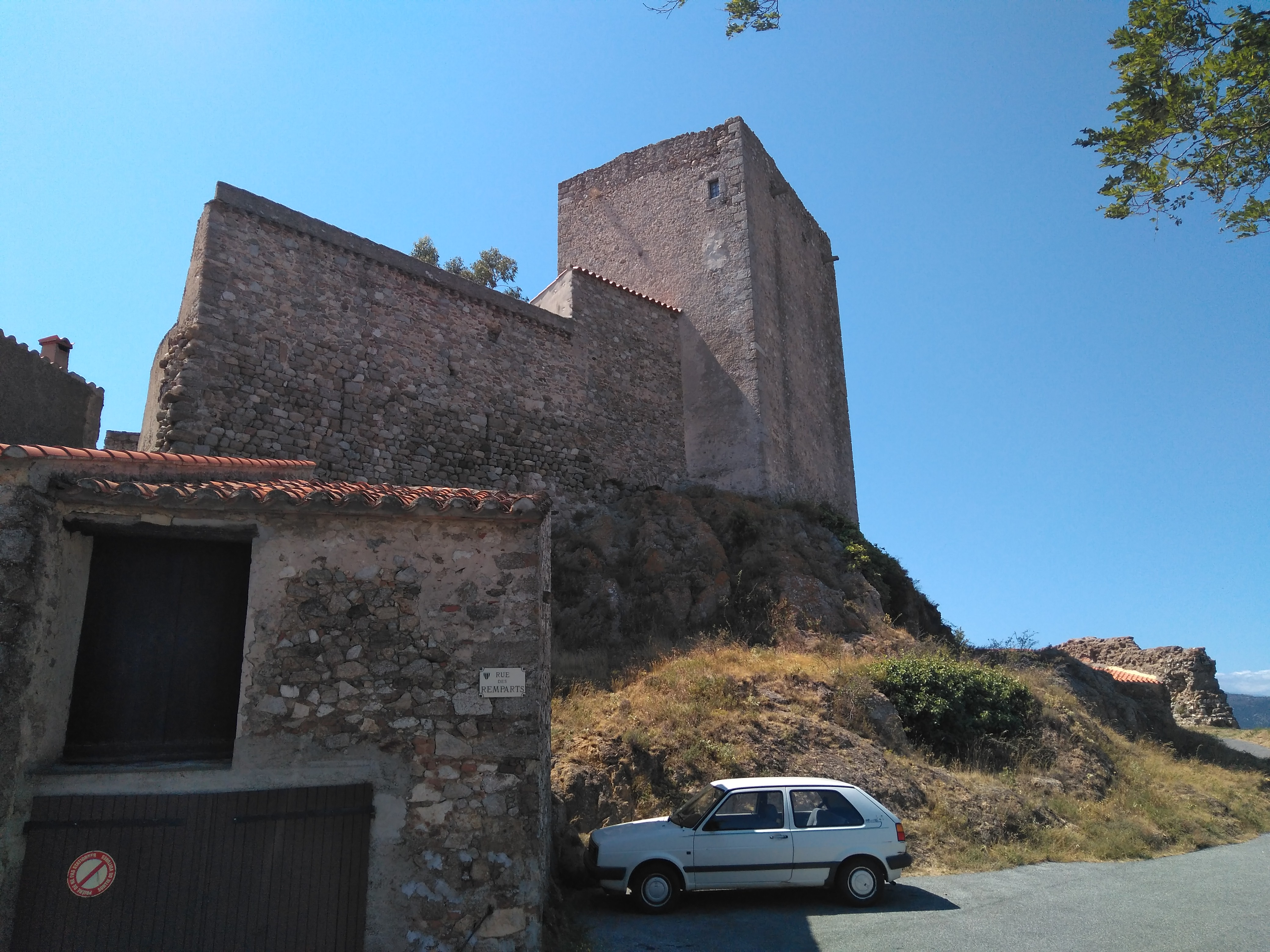
Castel de Montalbà

Montalbà, esmentat el 955 (Monte Albo) com a termenal d'Illa, ala frontera meridional de la Fenolleda, era probablement una fortalesa dels vescomtes de Fenollet. Tanmateix, el document més antic conservat sobre el castell es remunta nomes al rimer quart del segle XII: el 16 d'octubre de 1118 Bernat Berenguer de Perapertusa, fill de Constança, prestava jurament de fidelitat al comte Ramon Berenguer III de Barcelona, a la seva muller Dolça de Provença i als seus fills pel <<castell de Montalbà (Castrum de Monte Albani) i totes les seves fortificacions (Fortitudines) que hi ha actualment o que seran millorades>>. El 12 de desembre de 1130 el seu fill i successor Berenguer de Perapertusa, fill de Gueraula, jurava igualment fidelitat pel mateix feu (castro de Munt Alba) i de totes les seves defenses.

## Cantó n.º 16
Actualment, juntament amb la vila d'Illa i els pobles rossellonesos de Corbera, Corbera la Cabana, Cornellà de la Ribera, Millars, Nefiac, Sant Feliu d'Amunt, Sant Feliu d'Avall i el Soler forma part del cantó número 16, de la Vall de la Tet (nou agrupament de municipis fruit de la reestructuració cantonal feta amb motiu de les eleccions cantonals i departamentals del 2015), amb capitalitat al Soler.

## Geografia

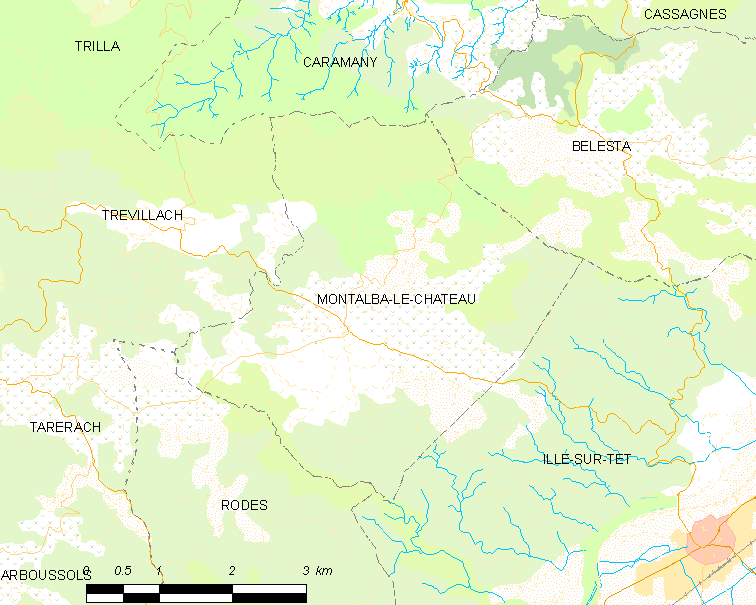
Mapa de la comuna de Montalbà del Castell

## Administració i política

### Alcaldes
| Alcalde             | Període     |
| ------------------- | ----------- |
| Clément Estève      | 1965 - 1970 |
| Abdon Sistach       | 1970 - 1972 |
| Henri Sire          | 1972 - 1995 |
| Jean Fagède         | 1995 - 2001 |
| Jacques Roigt       | 2001 - 2014 |
| Jean-Jacques Cadéac | 2014 -      |

## Serveis comunals mancomunats
Montalbà del Castell forma part de la Comunitat de comunes de Rosselló - Conflent, amb capitalitat a Illa, juntament amb Illa, Bellestar, Bula d'Amunt, Bulaternera, Casafabre, Corbera, Corbera la Cabana, Cornellà de la Ribera, Glorianes, Millars, Nefiac, Prunet i Bellpuig, Rodès, Sant Feliu d'Amunt i Sant Miquel de Llotes.

## Demografia
El 1367 Montalbà tenia 9 focs i el 1750 havia passat a 235 habitants (les principals produccions eren vi, cereals i llana). El 1760 hom censava 60 focs, que es mantingueren fins al 1789. Al llarg del segle xix passà de 455 el 1836 a 417 el 1861 i a 317 el 1896, i el procés negatiu va continuar en el segle XX (vegeu gràfic), fins a arribar al 1990 que va començar un lleuger augment fins a arribar als 148 h del 2015.

Població 1962-2008

## Personatges il·lustres
- Alfred Sauvy (1898-1990), demògraf i economista, tenia una casa al poble.